# Campeonato Panamericano y de Oceanía de Judo de 2024
El XLIX Campeonato Panamericano de Judo se celebró en Río de Janeiro (Brasil) entre el 25 y el 27 de abril de 2024 bajo la organización de la Confederación Panamericana de Judo.
En total se disputaron catorce pruebas diferentes, siete masculinas y siete femeninas.

## Resultados

### Masculino
| Evento  | Oro                                      | Plata                              | Bronce                                                         |
| ------- | ---------------------------------------- | ---------------------------------- | -------------------------------------------------------------- |
| –60 kg  | Michel Augusto · Brasil                  | David Terao Estados Unidos         | Jonathan Charon · Cuba · Arath Juárez · México                 |
| –66 kg  | Willian Lima · Brasil                    | Juan Postigos · Perú               | Lenin Preciado · Ecuador · Juan Hernández · Colombia           |
| –73 kg  | Arthur Margelidon · Canadá               | Daniel Cargnin · Brasil            | Ulises Méndez · México · Antonio Tornal · República Dominicana |
| –81 kg  | Guilherme Schimidt · Brasil              | Francois Gauthier-Drapeau · Canadá | Max Stewart Jamaica Adrian Gandia Puerto Rico                  |
| –90 kg  | Robert Florentino · República Dominicana | John Jayne Estados Unidos          | Iván Felipe Silva · Cuba · Rafael Macedo · Brasil              |
| –100 kg | Shady El Nahas · Canadá                  | Kyle Reyes · Canadá                | Leonardo Goncalves · Brasil · Rafael Buzacarini · Brasil       |
| +100 kg | Andy Granda · Cuba                       | Rafael Carlos da Silva · Brasil    | John Messé · Canadá · Freddy Figueroa · Ecuador                |

### Femenino
| Evento | Oro                                      | Plata                              | Bronce                                                                   |
| ------ | ---------------------------------------- | ---------------------------------- | ------------------------------------------------------------------------ |
| –48 kg | Mary Dee Vargas · Chile                  | Erika Lasso · Colombia             | María Celia Laborde · Estados Unidos · Amanda Lima · Brasil              |
| –52 kg | Larissa Pimenta · Brasil                 | Angelica Delgado Estados Unidos    | Kelly Deguchi · Canadá · Aleanny Carbonell · Cuba                        |
| –57 kg | Rafaela Silva · Brasil                   | Christa Deguchi · Canadá           | Ana Rosa García · República Dominicana · Mariah Holguin · Estados Unidos |
| –63 kg | Katharina Haecker Australia              | Nauana Silva · Brasil              | Maylín del Toro · Cuba · Ketleyn Quadros · Brasil                        |
| –70 kg | María Pérez Marcano Puerto Rico          | Aoife Coughlan Australia           | Luana Carvalho · Brasil · Celinda Corozo · Ecuador                       |
| –78 kg | Eiraima Silvestre · República Dominicana | Brenda Olaya · Colombia            | Lianet Cardona · Cuba · Vanessa Chalá · Ecuador                          |
| +78 kg | Beatriz Souza · Brasil                   | Ana Laura Portuondo-Isasi · Canadá | Idalys Ortiz · Cuba · Moira Morillo · República Dominicana               |

## Medallero
| Núm. | País                 | Oro | Plata | Bronce | Total |
| ---- | -------------------- | --- | ----- | ------ | ----- |
| 1    | Brasil               | 6   | 3     | 6      | 15    |
| 2    | Canadá               | 2   | 4     | 2      | 8     |
| 3    | República Dominicana | 2   | 0     | 3      | 5     |
| 4    | Australia            | 1   | 1     | 0      | 2     |
| 5    | Cuba                 | 1   | 0     | 6      | 7     |
| 6    | Puerto Rico          | 1   | 0     | 1      | 2     |
| 7    | Chile                | 1   | 0     | 0      | 1     |
| 8    | Estados Unidos       | 0   | 3     | 2      | 5     |
| 9    | Colombia             | 0   | 2     | 1      | 3     |
| 10   | Perú                 | 0   | 1     | 0      | 1     |
| 11   | Ecuador              | 0   | 0     | 4      | 4     |
| 12   | México               | 0   | 0     | 2      | 2     |
| 13   | Jamaica              | 0   | 0     | 1      | 1     |
|      | TOTAL                | 14  | 14    | 28     | 56    |